# Aplija
Aplija (Aplīja) war ein assyrischer Beamter unter König Tiglat-pileser I.
Er wird auf über 20 Keilschrifturkunden erwähnt und war – wahrscheinlich während der zweiten Hälfte der Regierungszeit Tiglat-pileser I. – „abarakku/mašennu rabi'u“ (Groß-(Palast)verwalter). Er hatte dieses Amt in den Eponymenjahren von Taklāk-ana-Aššur, Gadi'u, Ninurta-aha-iddina, Kidin-Aššur, Sîn-apla-iddina und Aššur-kettī-šēsi inne und war selbst Eponymenbeamter (limu, LTBA 160.23), was den höchsten Schichten der assyrischen Oberschicht vorbehalten blieb.
Da für die mittelassyrische Zeit nur bruchstückhafte Eponymenlisten vorliegen, lassen sich seine Lebensdaten nicht genauer eingrenzen.